# Acrospermum fluxile
Acrospermum fluxile är en svampart som beskrevs av Fr. 1818. Acrospermum fluxile ingår i släktet Acrospermum och familjen Acrospermaceae.   Inga underarter finns listade i Catalogue of Life.